# Хорхе Мере
Хорхе Мере (ісп. Jorge Meré, нар. 17 квітня 1997, Ов'єдо) — іспанський футболіст, захисник клубу «Америка».

## Клубна кар'єра
Народився 17 квітня 1997 року в місті Ов'єдо. Вихованець клубу «Реал Ов'єдо» зі свого рідного міста. У 2010 році він перейшов в молодіжну команду хіхонського «Спортінга», а з 2013 року став грати за резервну команду. 24 липня 2014 року Мере підписав свій перший професійний контракт, сума відступних за яким склала 25 млн євро. В січні 2015 року їм цікавився англійський «Ньюкасл Юнайтед».
11 квітня 2015 року в матчі проти «Сарагоси» Хорхе дебютував у Сегунді. У своєму першому сезоні він допоміг команді зайняти друге місце і вийти в еліту. У поєдинку проти «Райо Вальєкано» Мере дебютував у Ла Лізі. Всього провів з клубом два сезони у вищому дивізіоні, втім за підсумками другого команда не змогла врятуватись і покинула Прімеру.
Після цього влітку 2017 року Хорхе перейшов в німецький «Кельн», підписавши контракт на п'ять років. Сума трансферу склала 7 млн євро. 9 вересня в матчі проти «Аугсбурга» він дебютував у Бундеслізі. 2 лютого 2018 року в поєдинку проти дортмундської «Боруссії» Хорхе забив свій перший гол за «Кельн». За підсумками сезону клуб вилетів у Другу Бундеслігу, але Мере залишився в команді і допоміг їй у сезоні 2018/19 зайняти перше місце та повернутись в еліту. Станом на 16 червня 2019 року відіграв за кельнський клуб 48 матчів в національному чемпіонаті.

## Виступи за збірні
2013 року дебютував у складі юнацької збірної Іспанії, взяв участь у 28 іграх на юнацькому рівні, відзначившись 2 забитими голами. З командою до 19 років виграв Юнацький чемпіонат Європи 2015 року в Греції, зігравши у всіх п'яти іграх на турнірі.
З 2017 року залучався до матчів молодіжної збірної Іспанії, у її складі поїхав на молодіжний чемпіонат Європи 2017 року в Польщі, де став срібним призером, а через два роки і на наступний чемпіонат 2019 року в Італії.

## Титули і досягнення
- Чемпіон Європи (U-19): 2015
- Чемпіон Європи (U-21): 2019